# (1192) Prisma
(1192) Prisma – planetoida z pasa głównego asteroid okrążająca Słońce w ciągu 3 lat i 235 dni w średniej odległości 2,37 au. Została odkryta 17 marca 1931 roku w Hamburg-Bergedorf Observatory w Bergedorfie przez Arnolda Schwassmanna. Nazwa planetoidy pochodzi od pryzmatów, które wykorzystano jako jedną z metod uzyskiwania widm przy zestawianiu Bergedorfer Spektralkatalog. Przed nadaniem nazwy planetoida nosiła oznaczenie tymczasowe (1192) 1931 FE.